# La familia de sangre
La familia de sangre (The Family of Blood) es el noveno episodio de la tercera temporada moderna de la serie británica de ciencia ficción Doctor Who, emitido originalmente el 2 de junio de 2007. Se trata de la segunda parte de una historia en dos episodios que comenzó con Naturaleza humana.

## Argumento
Tras los eventos de Naturaleza humana, la Familia de Sangre tiene como rehenes a Martha Jones (Freema Agyeman) y Joan Redfern (Jessica Haynes) en el baile del pueblo, y obligan a John Smith (David Tennant) a elegir a quién de las dos sacrificar. Mientras John se esfuerza por entender qué está pasando, Timothy Latimer (Thomas Brodie-Sangster) abre brevemente el reloj con la esencia de Señor del Tiempo del Doctor. Esto distrae momentáneamente a la Familia, permitiéndole a Martha quitarle la pistola a Madre y escapar con los otros de vuelta a la escuela. John hace sonar la alarma y ayuda a organizar las defensas de la escuela mientras Martha y Joan buscan el reloj.
La Familia asalta la escuela con un ejército de espantapájaros vivientes, pero los escolares, que tienen entrenamiento militar, se defienden de esta primera oleada. Cuando la Familia le muestra a John que han descubierto su TARDIS, Joan acepta la verdad de que John es en realidad el Doctor. La Familia continua su asalto mientras John, Joan y Martha escapan a una casa vacía en el pueblo. Les encuentra Timothy, que les devuelve el reloj. Descubriendo que el Doctor ha escapado, la Familia comienza un bombardeo aéreo del pueblo desde su nave oculta. Martha y Joan le imploran a John que utilice el reloj para volver a ser el Doctor y salvar a todos. John rompe en lágrimas, porque no quiere renunciar a Joan. Los dos comparten una visión que les muestra el reloj, de cómo hubiera sido su vida juntos como humanos.
John se abre camino hasta la nave de la Familia, y actúa torpemente mientras se ofrece a rendirse y entregarles el reloj a cambio de que detengan el bombardeo. La Familia abre el reloj y descubren que está vacío, lo que significa que John ya se ha transformado de vuelta en el Doctor. El comportamiento torpe era una treta para activar sin que se dieran cuenta el mecanismo de autodestrucción de la nave. El Doctor y la Familia escapan de la explosión, pero el Doctor les captura y les impone a cada uno un castigo eterno. Empuja a la madre fuera de la TARDIS dentro de una galaxia colapsándose, llena al padre de cadenas irrompibles forjadas en el corazón de una estrella enana, atrapa a su hija en todos los espejos de la existencia, y suspende al hijo en el tiempo antes de ponerle a trabajar como espantapájaros. Narrando esta conclusión, el hijo se da cuenta de que el Doctor podría haberles derrotado desde el principio, pero escogió ocultarse por misericordia. El Doctor regresa con Joan y le ofrece la oportunidad de viajar con él en la TARDIS, pero ella lo rechaza. El Doctor le ofrece volver a empezar con él, pero ella le increpa por escoger esconderse en su época y le pregunta si alguien hubiera muerto de no haberlo hecho. El Doctor le deja el diario y se marcha.
Timothy se despide de ellos, y el Doctor le regala el reloj de bolsillo. Un año más tarde, durante una batalla de la Primera Guerra Mundial, Timothy recuerda una visión de un bombardeo que le sirve para evitar la muerte. En la vejez de Timothy, ve al Doctor y Martha que asisten a una ceremonia de recuerdo. Timothy, el Doctor y Martha se reconocen en silencio, ya que Timothy aún conserva el reloj.

### Continuidad
Cuando Latimer abre el reloj en la escuela aparece una imagen del Doctor cuando ahoga a la Emperatriz de los Racnoss en La novia fugitiva.

## Producción
El Doctor, con la personalidad de John Smith, está convencido de que sus padres se llamaban Sydney y Verity, referencia a los creadores originales de la serie, Verity Lambert y Sydney Newman.

### Comparaciones con la novela
En la novela aparecían el Séptimo Doctor y Bernice Summerfield, papeles reemplazados en televisión respectivamente por el Décimo Doctor y Martha Jones. Otros cambios incluyen el destino de los villanos, en la novela los cambiadores de forma llamados Aubertides. En el libro, la explosión les atrapa por toda la eternidad en sus propios "escudos temporales", aunque no se comenta la ironía de que vivirán eternamente. Otro cambio en el final es que los Aubertides capturaron a Joan, y la tienen rehén para el módulo de biodatos. Cuando llega el Doctor fingiendo ser Smith, el módulo no está vacío, sino que contiene la personalidad de John Smith. Uno de los Aubertides, así, se convierte en Smith, y traiciona a los otros, sacrificándose para salvar a Joan.
Las escenas con el Doctor restaurado y Joan también son diferentes; en la novela, el Séptimo Doctor admite que no puede amar a Joan del modo que John lo hacía. El Décimo Doctor piensa que él es capaz de todo lo que John era capaz, aunque hay una gran diferencia en su comportamiento después de restaurarse como Señor del Tiempo. Joan también siente la diferencia y eso es igual de desolador para ella.
Las últimas escenas del episodio están basadas en el epílogo de la novela, aunque allí Tim no se une al ejército, sino que salva la vida de un personaje destinado a morir en la Guerra como miembro de la Cruz Roja.

## Recepción
Junto con Naturaleza humana, La familia de sangre fue nominado al premio Hugo 2008 a la mejor presentación dramática en forma corta. David Tennant ganó el Constellation Award al mejor actor en un episodio televisivo de ciencia ficción de 2007 por su doble papel de John Smith y el Doctor en las dos partes de esta historia.
En 2008, The Daily Telegraph nombró a la conjunción de los dos episodios de esta historia el séptimo mejor episodio de Doctor Who de todos los tiempos. En 2009, los lectores de Doctor Who Magazine votaron esta historia como la sexta mejor de Doctor Who de todos los tiempos. Matt Wales de IGN nombró la historia en dos partes el mejor episodio de la época de Tennant como el Doctor, describiéndola como "impresionantemente producida" y alabando la interpretación de Tennant.